# 委內瑞拉叉鰾石首魚
委內瑞拉叉鰾石首魚為輻鰭魚綱鱸形目鱸亞目石首魚科的其中一種，分布西大西洋區，從哥倫比亞至委內瑞拉海域，棲息深度可達30公尺，體長可達20公分，棲息在沿海泥底質海域、海灣，屬肉食性。